# Roque Sáenz Peña
Roque Sáenz Peña; född 19 mars 1851, död 9 augusti 1914; var Argentinas president från 1910 till 1914.